# Eupithecia perciliata
Eupithecia perciliata là một loài bướm đêm trong họ Geometridae.